# Śmierć kliniczna
Śmierć kliniczna – stan zaniku widocznych oznak życia organizmu, takich jak bicie serca, akcja oddechowa czy krążenie krwi. Od stanu śmierci biologicznej różni się nieprzerwanym występowaniem aktywności mózgu, możliwej do stwierdzenia za pomocą badania elektroencefalograficznego (EEG). W niektórych sytuacjach u pacjenta znajdującego się w stanie śmierci klinicznej mogą zostać przywrócone oznaki życia.
Na skutek zatrzymania akcji układu krążenia i oddechowego zostaje zatrzymany dopływ tlenu do układu nerwowego, który jest najbardziej wrażliwy na jego niedobór. W takiej sytuacji już po upływie 3–5 minut zaczynają obumierać komórki kory mózgowej.
Przyjmuje się, że przywrócenie oznak życia poprzez reanimację jest możliwe jedynie przez pierwsze 4 minuty (wyjątkiem jest stan hipotermii, wtedy ten czas może sięgać nawet 20 minut, co wiąże się ze spowolnieniem metabolizmu) od wystąpienia śmierci klinicznej. Dłuższa przerwa w dostawie tlenu do komórek układu nerwowego kończy się częściowym lub całkowitym zanikiem funkcji kory mózgowej. Przywrócenie po tym czasie akcji układów krążeniowego i oddechowego może prowadzić do trwałego (nieuleczalnego) stanu wegetatywnego (Persistent Vegetative State – PVS), czasami mylnie utożsamianego ze śmiercią mózgu.